# Claude Joseph César Balleydier
Pour les articles homonymes, voir Balleydier.
Claude Joseph César Balleydier, né le 12 février 1762 à Annecy (Royaume de Sardaigne), mort le 10 novembre 1805 à Vordernberg (Autriche), est un colonel français de la Révolution et de l’Empire. En 1794, il épouse Madeleine Dupanloup, tante de Félix Dupanloup.

## États de service
Il entre en service le 9 février 1783, comme soldat au régiment suisse de Chateauvieux, et il obtient son congé le 1er mars 1787.
Il reprend du service le 23 mars 1793, comme commandant provisoire des volontaires du district d’Annecy, et le 16 mai suivant, il passe au 3e bataillon de volontaires du Mont-Blanc en qualité de chef de bataillon. Muté à l’armée des Alpes, il participe au siège de Toulon de septembre à décembre 1793.
De l’an II à l’an VII, il est affecté à l’armée d’Italie, et il est nommé chef de la 18e demi-brigade d’infanterie légère le 26 novembre 1794, puis il devient chef de brigade de la 29e demi-brigade d’infanterie légère le 5 novembre 1795. Les services qu’il rend à l’arrière-garde de la division Kellermann, lui méritent le grade de général de brigade qui lui est offert, mais aussi modeste que brave, il refuse. 
Le 4 avril 1799, veille de la bataille de Magnano, il fait 1 500 prisonniers du corps commandé par le général-major Sommariva (de), et ce fait d’armes est relaté dans l’ordre du jour de l’armée, qui proclame la belle conduite du 29e d’infanterie et de son chef. Il fait les campagnes de l’an VIII et de l’an IX, aux armées de l’Ouest et Gallo-batave, et mérite encore d’être cité à l’ordre du jour le 4 décembre 1800.
Réformé aux termes d’une décision du 15 novembre précédent, il est nommé commandant d’armes à Porto-Ferrajo sur l’Île d'Elbe le 16 mai 1802. Le 5 octobre 1803, il prend le commandement du 18e régiment d’infanterie légère, qui fait partie des troupes rassemblées au camp d’Utrecht, commandé par le général Marmont, et il est fait chevalier de la Légion d’honneur le 11 décembre 1803, puis officier de l’ordre le 14 juin 1804.
En 1805, il fait partie de la 1re division du 2e corps de la Grande Armée, et dans la nuit du 9 au 10 novembre 1805, il est tué en allant en reconnaissance dans le village de Vordernberg, près de Leoben.

## Hommages
- En 1865, une caserne d’infanterie à Annecy, prend le nom du colonel Balleydier, avant d’être rétrocéder à la ville le 12 octobre 1927.

## Sources
- A. Lievyns, Jean Maurice Verdot, Pierre Bégat, Fastes de la Légion-d'honneur, biographie de tous les décorés accompagnée de l'histoire législative et réglementaire de l'ordre, Tome 3, Bureau de l’administration, 1844, 529 p. (lire en ligne), p. 6.
- Claude Joseph César Balleydier  sur roglo.eu
- André Folliet, Révolution française : les volontaires de la Savoie, 1792-1799, Baudoin, Annecy, 1887, p. 263.
- Charles Pierre Lubin Griois et Arthur Chuquet, Mémoires du général Griois, 1792-1822, Volume 1, Plon-Nourrit et Cie, 1909, p. 171.
- Danielle Quintin et Bernard Quintin, Dictionnaires des colonels de Napoléon, S.P.M., 2013, 978 p. (ISBN 978-2-296-53887-0, lire en ligne), p. 64